# Trinntjärnet (Järnskogs socken, Värmland)
Trinntjärnet är en sjö i Eda kommun i Värmland och ingår i Göta älvs huvudavrinningsområde.